# Суровцев, Дмитрий Владимирович
Дми́трий Влади́мирович Су́ровцев (Суровцов) (1882—1914) — штабс-ротмистр лейб-гвардии Конного полка, герой Первой мировой войны.

## Биография
Православный. Из дворян Саратовской губернии. Сын генерал-майора Владимира Дмитриевича Суровцева и жены его Софьи Павловны Абамелик. Уроженец Санкт-Петербургской губернии.
В 1900 году окончил Петровский Полтавский кадетский корпус и поступил в Николаевское кавалерийское училище, по окончании которого по 1-му разряду 10 августа 1902 года был произведен из портупей-юнкеров в корнеты лейб-гвардии Конного полка. 6 декабря 1906 года произведен в поручики, 6 декабря 1910 года — в штабс-ротмистры. Назначен заведующим офицерской конюшней с 7 марта 1912 года, командующим 2-м эскадроном — с 20 апреля 1913 года. Состоял членом полкового суда с 28 июня 1913 года. В полку считался лихим кавалеристом, завоевал много призов на конных состязаниях.
В Первую мировую войну вступил командиром 2-го эскадрона Конного полка. Участвовал в походе в Восточную Пруссию. Был награждён орденом Святого Георгия 4-й степени
За то, что в боях под Каушеном 6 августа 1914 г., командуя спешенным эскадроном, рядом энергичных атак выбил неприятеля из деревни Каушен, после чего смелым натиском захватил с боя фольварк, служивший противнику опорным пунктом и находившийся в 150 шагах от неприятельской батареи, впоследствии захваченной лейб-гвардии Конным полком, и несмотря на сильный убийственный ружейный и артиллерийский огонь противника и понесенные большие потери, удержался на занятой позиции, а затем отразив неприятельскую контр-атаку, перешел сам в наступление, при чем личным примером мужества и смелыми действиями много способствовал успеху атаки; во время атаки был убит.
По просьбе полковых товарищей Георгиевский крест штабс-капитана Суровцова остался как память в музее полка. Был холост.

## Награды
- Орден Святой Анны 3-й ст. (6.12.1909);
- Орден Святого Станислава 2-й ст. (1913);
- Орден Святого Георгия 4-й ст. (ВП 06.07.1915).

## Комментарии
1. ↑  Каушен[1], с 1946 — Кишино, в 1955 — Кашино[2], ныне — Междуречье, посёлок в Гусевском городском округе Калининградской области.